# Braziliaanse zwerfspin
De Braziliaanse zwerfspin (Phoneutria nigriventer), ook wel Braziliaanse loopspin of erectiespin, is een zeer giftige spin die behoort tot de kamspinnen (Ctenidae).

## Beschrijving
De vrouwelijke exemplaren bereiken een lichaamslengte van ongeveer 4 centimeter. Het mannetje blijft een derde kleiner. De lichaamskleur is bruin, de bovenzijde van het kopborststuk en het opisthosoma (achterlijf) zijn in de lengte gestreept. De wetenschappelijke soortnaam nigriventer betekent letterlijk zwarte buik en slaat op de zwarte vlek aan de onderzijde. Ondanks zijn grootte behoort deze soort niet tot de vogelspinnen.

## Voorkomen
De Braziliaanse zwerfspin komt voor in Zuid-Amerika; in Brazilië, Uruguay, Paraguay en Argentinië. Het is een bewoner van regenwouden die zich ook kan handhaven in gecultiveerde gebieden zoals bananenplantages. Hierdoor duikt de spin overal ter wereld op en is het een van de zogenaamde bananenspinnen. In Nederland zijn meldingen bekend van soorten uit het geslacht Phoneutria in april 2008 in een supermarkt in Bolsward en in juli 2009 dook Phoneutria boliviensis op in een container in de omgeving van Tilburg. In 2014 werd vermoedelijk een exemplaar gesignaleerd, afkomstig uit een supermarkt, bij een gezin in Almelo. In 2015 dook ze op bij een veilingterrein in Rijnsburg tussen de bloemen. Medewerkers lieten de spin zelfs over hun handen lopen en lieten haar vrij in de bosjes bij het bedrijf. Andere medewerkers belden de politie, die maatregelen nam samen met reptielencentrum Serpo. Tevens werd ze in 2015 voor het eerst in België aangetroffen, en wel in Antwerpen.

## Beet
De Braziliaanse zwerfspin is een erg gevaarlijke soort die zeer giftig is en bovendien bekendstaat als zeer defensief en bijzonder snel; de spin kan ook sprongen maken. Het krachtige gif kan al bij een dosis van 0,3 microgram per kilo lichaamsgewicht dodelijk zijn. Het gif heeft een neurotoxische werking en verlamt uiteindelijk de ademhalingsspieren wat tot verstikking leidt. Het tegengif moet vrijwel direct toegediend worden omdat de dood al zes uur na de beet kan intreden.
De beet kan priapisme (een langdurige erectie) veroorzaken.